# Штрафной изолятор
Штрафной изолятор (ШИЗО́) — отделение исправительного учреждения, где расположены камеры для нарушителей режима содержания. Водворённый в штрафной изолятор существенно ограничен в правах.

## Описание
Запрещаются свидания, телефонные разговоры, получение посылок, передач и бандеролей, приобретение каких-либо продуктов, курение, запрещается приносить с собой пищевые продукты и личные вещи, за исключением предметов первой необходимости (зубная паста, туалетная бумага, мыло, полотенце и так далее).
Максимальный срок содержания в ШИЗО — 15 суток. Наказание не применяется для инвалидов I группы, беременных женщин и женщин, имеющих детей в возрасте до трёх лет в доме ребёнка.
Правовой режим ШИЗО раскрыт в ст. 118 Уголовно-исполнительного кодекса: «Условия содержания осуждённых к лишению свободы в штрафных изоляторах, помещениях камерного типа, единых помещениях камерного типа и одиночных камерах».
ШИЗО является одним из самых тяжёлых наказаний в исправительных учреждениях, чем он и отличается от одиночных камер и помещений камерного типа. В них уже разрешены краткосрочные свидания, получение посылок, передач и бандеролей, допускается расходование денежных средств, хотя и эти права существенно ограничены.

### Штрафные изоляторы в СССР
В советский период наказание в ШИЗО для заключённых тюрем носило более строгий характер. Вплоть до 1988 года существовала пониженная норма питания. Горячее питание осуждённым предоставлялось через день. В день лишения горячей пищи выдавался только хлеб по норме, соль и кипяток, за что у заключённых ШИЗО получил название — пытка голодом. Водворенным в ШИЗО запрещались прогулки, им не выдавалось постельное бельё, матрас. У заключённых в изоляторе отбиралась основная одежда и выдавался специальный хлопчатобумажный костюм. Такое положение существовало до 1992 года, после принятия нового пенитенциарного законодательства многие ограничения были сняты.

## Практика
Ряд заключённых, правозащитников и СМИ называет условия нахождения в ШИЗО пыткой.
Перевод в ШИЗО может являться инструментом давления на заключённых. Поводом для применения одного из самых тяжёлых наказаний могут быть следующие поступки: расстёгнутая пуговица; не сразу убрал руки за спину; цитировал решение ЕСПЧ; отказался мыть забор; плохо убирал двор; назвал сотрудника «лейтенантом», отказался делать зарядку; паутина на решётке окна; не поздоровался с сотрудником колонии; хранение в вещах геля для душа; и другие.
Сотрудники исправленных учреждений обходят ограничение на 15-дневное пребывание в ШИЗО, выписывая новые нарушения сразу после того, как заключённый вернётся оттуда. Так советский диссидент Натан Щаранский за 9 лет заключения провёл в тюремном карцере 405 дней, а политик Алексей Навальный, умерший в период нахождения в ШИЗО, за три года попал туда 27 раз, пробыв в изоляторе в общей сложности 308 дней.
Устроено это так. Бетонная конура 2,5×3 метра. Чаще всего там невыносимо, потому что холодно и сыро. Вода на полу. У меня пляжный вариант — очень жарко и почти нет воздуха. Форточка крохотная, из-за толщины стен воздух не идет — даже паутина не шевелится. Вентиляции нет. Ночью лежишь и чувствуешь себя рыбой на берегу. Железная койка пристегивается к стене, типа как в поезде. Только рычаг, опускающий ее, снаружи. В 5 утра у тебя забирают матрас и подушку (это называется «мягкий инвентарь») и поднимают койку. В 9 вечера койку снова опускают и возвращают матрас. Железный стол, железная лавка, раковина, дырка в полу. Под потолком две камеры.Политик Алексей Навальный, 
Мои апартаменты — это холодный каменный мешок, площадью 5,5 кв. м, куда не проникают солнечные лучи. Здесь всегда холодно и сыро — вне зависимости от температуры внешней среды. И полчища комаров, которые проникают в камеру снизу через дыры и щели в деревянном полу. За день приходится лишать жизни 70—80 штук, чтобы была возможность спать.Общественный деятель Алексей Горинов, 